# Granite City, Illinois
Granite City är en stad (city) i Madison County, i delstaten Illinois, USA. Enligt United States Census Bureau har staden en folkmängd på 29 758 invånare (2011) och en landarea på 50 km².

## Kända personer från Granite City
- Ralph Tyler Smith, politiker